# Paul Macar
Paul Macar (Luik, 1906-1978) is een Belgisch hoogleraar en fysisch geograaf.

## Biografie
- Middelbare school: Koninklijk Atheneum van Luik
- 1930: diploma mijnbouwingenieur
- 1932: diploma ingenieur-geoloog
- 1931-1938: assistent van professor Paul Fourmarier
- 1938: docent aan de universiteit van Luik
- 1940-1944: krijgsgevangen in Duitsland
- 1948: benoemd tot professor
- 1953: gewoon hoogleraar
- 1976: emeritaat

## Krijgsgevangenschap als school
Macar was reserve-officier en nam actief deel aan de militaire campagne van Mei 1940. Hij werd krijgsgevangen gemaakt, en als Franstalige zat hij voor de hele duur van de oorlog in een kamp in Duitsland. In zulke kampen gaven de officieren les aan elkaar; zo ook onderrichtte Macar geomorfologie aan zijn lotgenoten. Al deze handgeschreven nota’s werden gecompileerd na de bevrijding, en dit leidde tot een cursus Normale Geomorfologie die nog vele jaren zou gebruikt worden.